# Hydrocotylaceae
Hydrocotylaceae is een botanische naam, voor een familie van tweezaadlobbige planten. Een familie onder deze naam wordt zelden erkend door systemen voor plantentaxonomie, maar wel door het Revealsysteem.
De bestaansreden van een dergelijke familie ligt in de verwarring wat betreft de omgrenzing van de Araliaceae en Umbelliferae: traditioneel werden de houtige planten ingedeeld in de ene en de kruidachtige planten in de andere. Toen bleek dat DNA-gegevens dit niet ondersteunden trad verwarring op; een van de mogelijke oplossingen is om Hydrocotyle (in Nederland en België vertegenwoordigd door de Gewone waternavel) en verwanten niet in te delen bij een van beide families maar er een zelfstandige familie van te maken. Evenzo is het mogelijk de aparte families Mackinlayaceae en Myodocarpaceae te onderscheiden.